# Plasma-eiwitbinding
De plasma-eiwitbinding is in de dierfysiologie het gedeelte van een geneesmiddel of lichaamseigen stof dat aan plasma-eiwitten in het bloed is gebonden. Toegediende geneesmiddelen kunnen net als lichaamseigen stoffen, zoals bijvoorbeeld calcium, met de aanwezige plasma-eiwitten een binding aangaan. Er is dan een gedeelte dat is gebonden aan plasma-eiwitten en er is een ongebonden, vrije fractie. Alleen het niet-gebonden gedeelte van het geneesmiddel is farmacologisch actief. Ook bij de omzetting in de lever en bij de eliminatie via de nieren wordt alleen de ongebonden fractie verwerkt. De gebonden fractie vormt zo een soort van reservoir van het geneesmiddel, dat weer vrij kan komen als de binding reversibel is.
De plasma-eiwitten bestaan voor ongeveer 70% uit albumine.
Farmacologische relevante effecten van de plasma-eiwitbinding treden pas op als de aan het plasma-eiwit gebonden fractie van een geneesmiddel boven de 90% komt. Een klassiek voorbeeld is dat van het geneesmiddel fenylbutazon dat aan albumine bindt met een bindingspercentage van 98%. Bij een dergelijk hoog bindingspercentage is zo’n geneesmiddel in staat om op zijn beurt andere medicinale stoffen uit hun plasma-eiwitbinding te verdringen en zo geneesmiddeleninteracties te veroorzaken.
Ook kan bij ondervoeding, leverziekten, en nierziekte de plasma-eiwitbinding verlaagd zijn omdat de lever minder plasma-eiwitten aanmaakt. De vrije fractie van het geneesmiddel is dan groter dan normaal te verwachten is, een normaliter sterk gebonden geneesmiddel werkt dan extra sterk.